# 벤 채플린
벤 채플린(Ben Chaplin, 1967년 7월 31일 ~ )은 잉글랜드의 배우이다.

## 출연 작품
- 엑소시즘
- 7월의 축제
- 씬 레드 라인
- 스노든
- 더 디그 - 스튜어트 피고트 역